# Schwerpunkt-Weiterbildung Gynäkologische Endokrinologie und Reproduktionsmedizin
Die Schwerpunkt-Weiterbildung Gynäkologische Endokrinologie und Reproduktionsmedizin ist eine in der Musterweiterbildungsordnung der deutschen Bundesärztekammer von 2018 aufgeführte Schwerpunktweiterbildung für Fachärzte für Frauenheilkunde und Geburtshilfe.

## Definition Gebiet Frauenheilkunde und Geburtshilfe
Das  Gebiet Frauenheilkunde und Geburtshilfe umfasst nach der Definition der deutschen Weiterbildungsordnung für Ärztinnen und Ärzte die Erkennung, Vorbeugung, konservative und operative Behandlung sowie Nachsorge von geschlechtsspezifischen Gesundheitsstörungen der Frau einschließlich plastisch-rekonstruktiver Eingriffe, der gynäkologischen Onkologie, Endokrinologie, Fortpflanzungsmedizin, Urogynäkologie, der Betreuung und Überwachung normaler und gestörter Schwangerschaften, Geburten und Wochenbettverläufe sowie der Prä- und Perinatalmedizin.

## Mindestanforderung
Um in Deutschland als Gynäkologischer Endokrinologe und Reproduktionsmediziner/Gynäkologische Endokrinologinnen und Reproduktionsmedizinerinnen tätig werden zu können, müssen Fachärzte für Frauenheilkunde und Geburtshilfe über die Facharztausbildung hinaus noch eine 24-monatige Weiterbildung in Gynäkologische Endokrinologie und Reproduktionsmedizin an einer anerkannten Einrichtung durchlaufen und eine Prüfung ablegen.
Bei der Anmeldung zur Weiterbildungsprüfung müssen der zuständigen Ärztekammer  sämtliche Nachweise über die erfüllten Mindestanforderungen vorgelegt werden. Dazu gehören auch die Logbuch-Dokumentationen über alle durch die MWBO vorgegebenen Inhalte der Weiterbildung.

## Inhalte der Weiterbildung
Bei der Weiterbildungsprüfung muss man darlegen können, dass man Kenntnisse, Erfahrungen und Fertigkeiten unter anderem in folgenden Bereichen erlangt hat:
- Notfälle
  - Prävention, Diagnostik und Therapie des Überstimulationssyndroms (OHSS)
- Endokrine Störungen: Diagnostik und Therapie
  - geschlechtsspezifischer endokriner, neuroendokriner und fertilitätsbezogener Dysfunktionen, Erkrankungen und Fehlbildungen des inneren Genitales in der Pubertät, der Adoleszenz, der fortpflanzungsfähigen Phase, dem Klimakterium und der Peri- und Postmenopause
  - bei Transsexualität (gynäkologisch-endokrinologisch)
  - der Fertilität und des Hormonhaushalts unter Berücksichtigung psychosomatischer Einflüsse
  - bei Störungen des Androgenhaushaltes, bei Hirsutismus, bei Störungen des Prolaktinhaushaltes
  - endokrin bedingter Funktions- und Entwicklungsstörungen der weiblichen Brust
- Unerfüllter Kinderwunsch
  - Fertilitätsbezogene Beratung, Diagnostik und Therapie des Kinderwunschpaares
  - Durchführung von assistierten Fertilisationsmethoden einschließlich hormoneller Stimulation, Insemination
  - In-vitro-Fertilisation (IVF) und intrazytoplasmatische Spermatozoen-Injektion (ICSI)
  - Kryokonservierungsverfahren im Rahmen der assistierten Reproduktion
  - Spermiogrammanalysen und Ejakulat-Aufbereitungsmethoden und Funktionstests
  - Diagnostik und Therapie der Endometriose im Rahmen der Kinderwunschbehandlung
- Tumorerkrankungen
  - Beratung zu fertilitätsprotektiven Maßnahmen bei onkologischen Erkrankungen
  - Entnahme und Kryokonservierung von Ovargewebe und/oder Eizellen einschließlich der Vorkernstadien.[1]

Die Inhalte der Musterweiterbildungsordnung sind allerdings nur eine Empfehlung für die rechtsverbindlichen Weiterbildungsordnungen der Landesärztekammern, die hiervon abweichende Regelungen treffen können.

## Zusatzweiterbildungen
Gynäkologische Endokrinologinnen und Reproduktionsmedizinerinnen haben die Möglichkeit, sich durch Zusatz-Weiterbildung weiter zu qualifizieren.

### Zusatz-Weiterbildungen für Fachärzte für Frauenheilkunde und Geburtshilfe
Allen Gynäkologischen Endokrinologen und Reproduktionsmediziner stehen die Zusatz-Weiterbildungen offen, welche sich an alle Frauenärzte und Geburtshelfer richten.

### Zusatz-Weiterbildungen für Gebiete der unmittelbaren Patientenversorgung
Darüber hinaus können sich alle Frauenärzte und Geburtshelfer in den Zusatz-Weiterbildungen qualifizieren, die Fachärzten der Gebiete der unmittelbaren Patientenversorgung vorbehalten sind.